# Johann Alois Seethaler
Johann Alois Seethaler (* 1775 in Augsburg; † 1835 ebenda) war ein deutscher Goldschmied.

## Leben
Seethaler wurde als Sohn des Silberschmiedes Joseph Anton Seethaler in Augsburg geboren. Seine Meistermarke trägt, entsprechend seinem Taufnamen Johann Nepomuk, das Monogramm INS. Er wird in der Kunstgeschichte als letzter bedeutender Meister der Augsburger Goldschmiedezunft bezeichnet. Er erlangte das Meisterrecht im Jahr 1796 und gründete 1803/04 einen offiziell lange Zeit von seinem Vater geführten Handel mit Silber. Er zeichnete sich durch sehr gute Kontakte zum Münchener Königshof aus. Im Jahr 1807 fertigte die Firma für den Hof ein Tafelservice. Der Schwerpunkt seines Schaffens lag seitdem auf Tafelservice in frühklassizistischen Formen. Seine große geschäftliche Nähe zur bayerischen Königsfamilie brachte ihm Konflikte mit anderen bayerischen Silberschmieden ein. Erwähnenswert ist auch die Händlertätigkeit Seethalers: Er verkaufte das sogenannte „Pariser Silber“, das Napoleon ursprünglich für seinen Bruder Jerôme von J. B. C. Odiot hatte fertigen lassen, an den Münchner Hof (Seethaler erwarb es direkt von Jerôme für 134.100 Gulden).
Johann Alois Seethaler starb 1835 in Augsburg. Nach seinem Tod übernahm sein Sohn Joseph Anton Seethaler II (1799–1868) die Firma. Durch die geänderte politische Situation blieben die Großaufträge aus, was der Firma ihre herausragende Bedeutung nahm. Söhne der Familie wanderten schließlich Ende des 19. Jahrhunderts nach Frankfurt am Main aus, wohin die Firma, insbesondere zum Bankhaus Rothschild, über Jahrzehnte geschäftliche und familiäre Kontakte pflegte.

## Werke
- Tee- und Kaffeeservice (1814), Eremitage, Sankt Petersburg
- Tafelservice (1817) für den Stuttgarter Hof, Stuttgarter Landesmuseum
- Kelch mit klassizistischem Dekor, Historisches Museum der Pfalz, Speyer[8]